# عبدالله کعبی
عبدالله کعبی (زادهٔ ۱۳۳۲ در خرمشهر) نمایندهٔ حوزهٔ انتخابیهٔ آبادان در دورهٔ پنجم، ششم، هفتم و هشتم مجلس شورای اسلامی بوده‌ است.